# Antonio Zardo

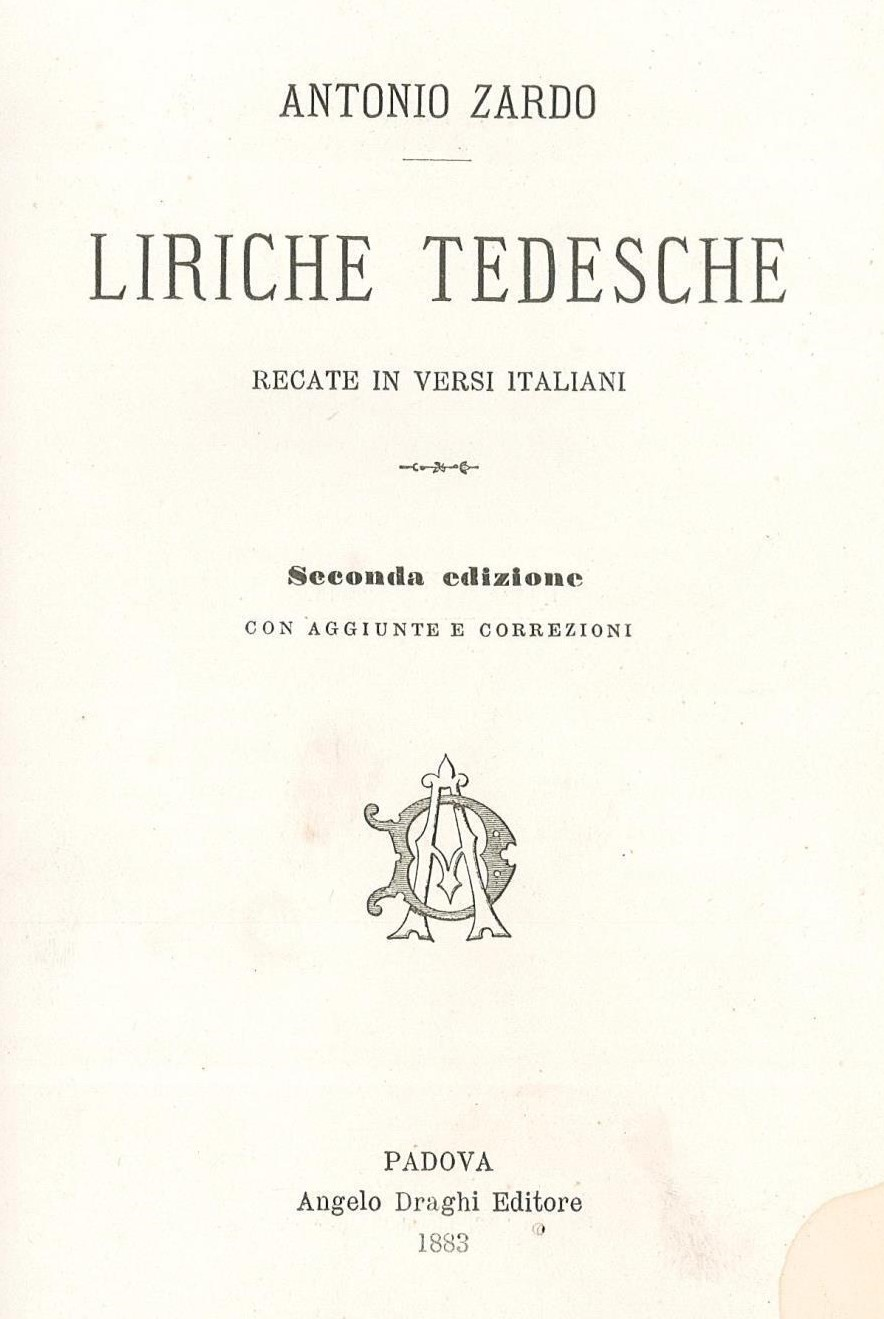
A. Zardo, Liriche tedesche recate in versi italiani, Padova, 1883

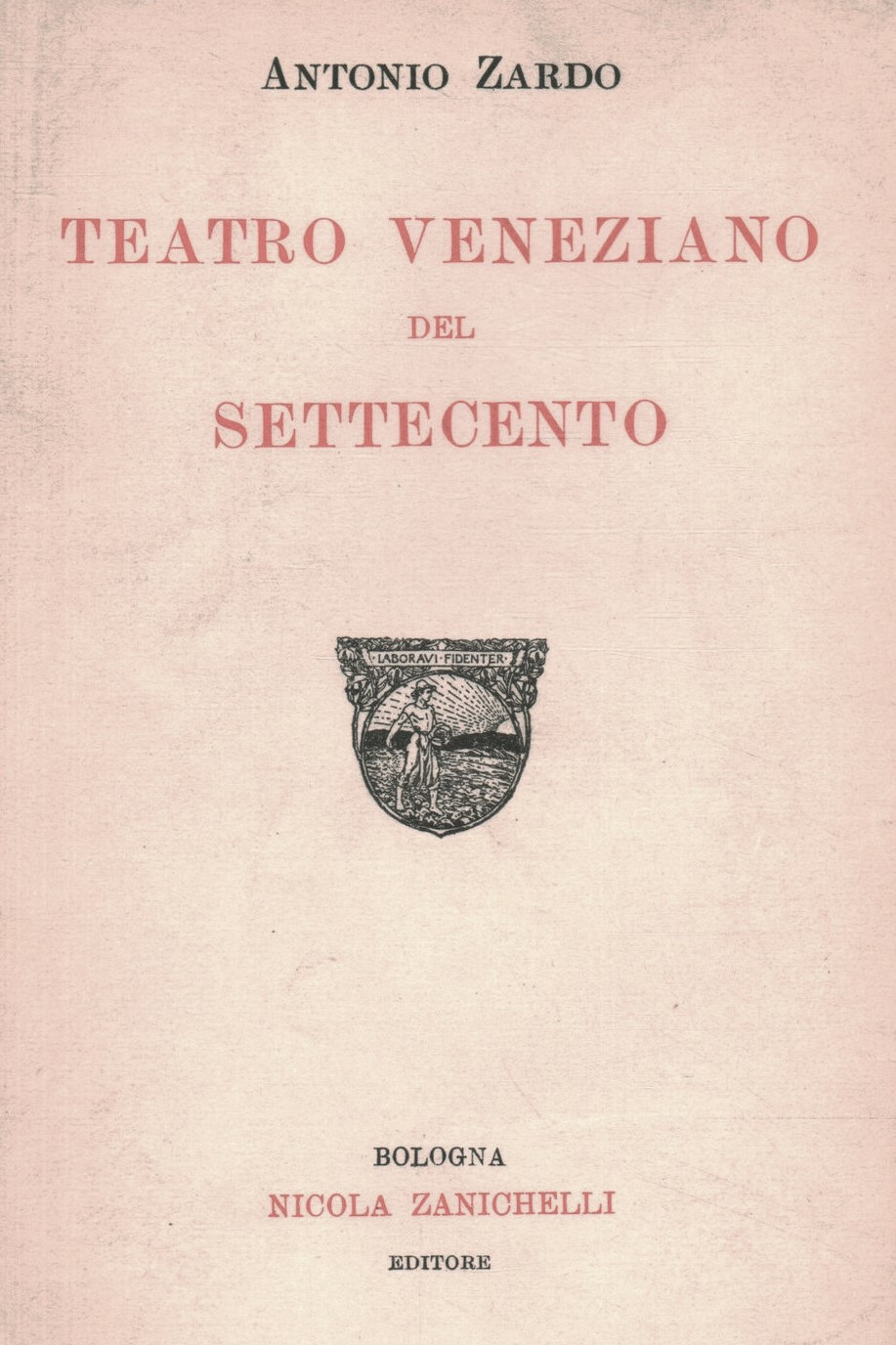
A. Zardo, Teatro veneziano del Settecento, Zanichelli, Bologna, 1925

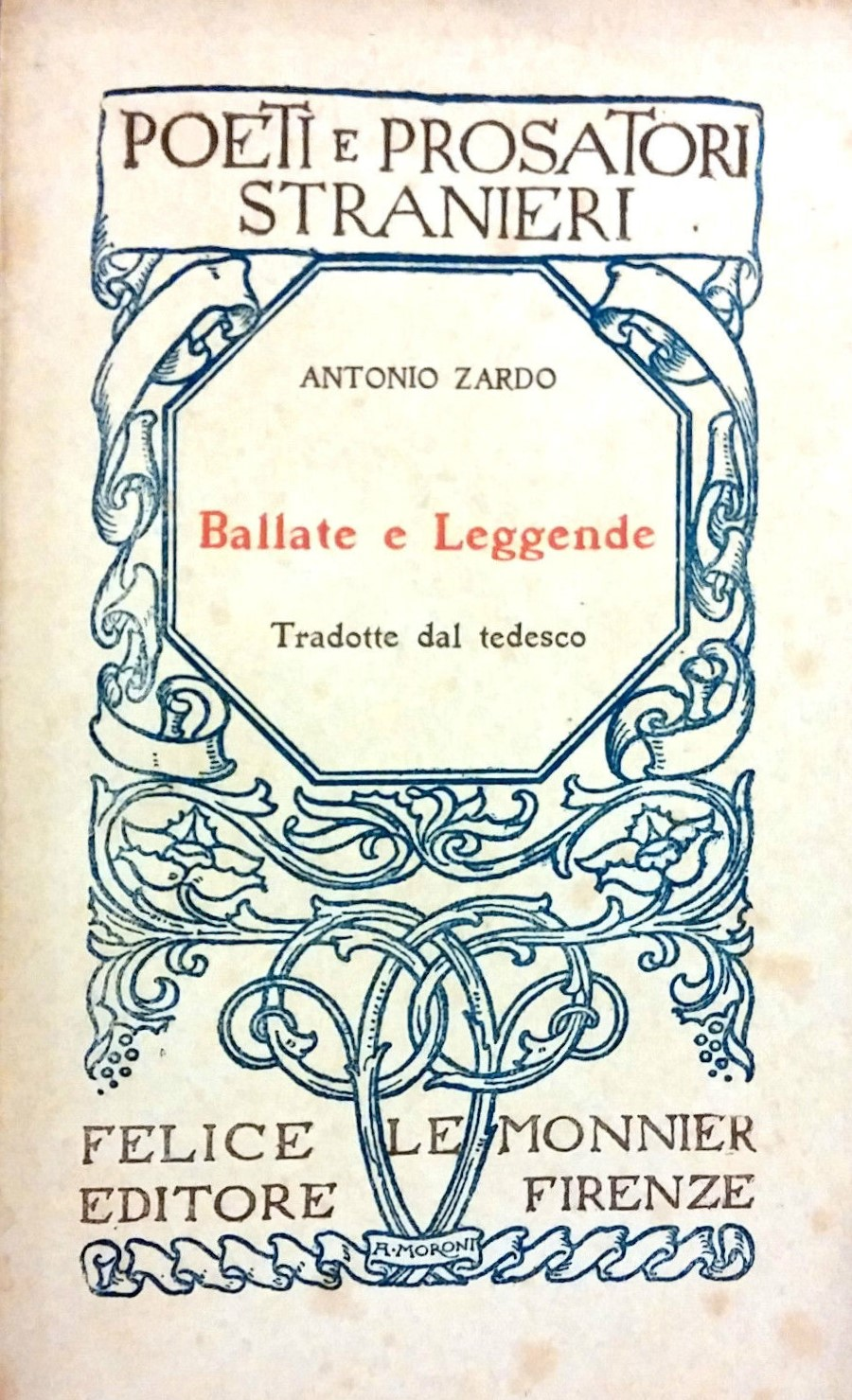
A. Zardo, Ballate e Leggende tradotte dal Tedesco, Le Monnier, Firenze, 1925

Antonio Zardo (Padova, 1850 – Firenze, 1943) è stato un poeta, critico letterario e traduttore italiano.

## Biografia
Antonio Zardo fu poeta, critico letterario e traduttore dal tedesco. Compì i suoi studi presso il Liceo Ginnasio a Vittorio Veneto e successivamente a Padova, dove fu allievo dell’abate e poeta Giacomo Zanella. Nel 1873 conseguì la Laurea in Legge presso l’Università di Padova, fu poi docente di Letteratura italiana presso l’Istituto Tecnico della stessa città, conseguendo infine l’abilitazione all’insegnamento di questa materia nei Licei. Nel 1874 sposò Anna Maria Meggiorini, dalla quale nel 1876 nacque il figlio Alberto Zardo, futuro pittore. Nel 1886 si trasferì con l’intera famiglia a Firenze, avendo qui ottenuto la cattedra di Letteratura italiana presso l’Istituto Superiore di Magistero Femminile, insegnando anche Storia e Geografia all’Istituto Tecnico Leon Battista Alberti. 
Esordì in campo letterario nel 1868 con alcune poesie pubblicate sulle riviste “L’universo Illustrato” e “L’illustrazione Popolare” di Milano; nel 1875 pubblicò Al villaggio, racconto apparso su “Il Giornale di Padova”, nel 1879 Versi (Segrè, Venezia), raccolta di componimenti poetici contente testi originali ed altri tradotti da autori tedeschi (A. von Chamisso, J. W. Goethe, N. Lenau, W. Muller, A. von Platen, G. L. Uhland). Tra le sue numerose pubblicazioni possiamo ricordare Liriche tedesche recate in versi italiani (Draghi, Padova, 1880), Fiori tedeschi: versioni poetiche (Hoepli, Milano, 1888), Ballate di Burger, Goethe, Heine, Schiller, Uhland, ecc. (Hoepli, Milano, 1890), Ballate e leggende tradotte dal tedesco (Le Monnier, Firenze, 1925), Lirici tedeschi dei secoli XVII-XVIII (Salani, Firenze, 1931). 
Si dedicò in particolar modo allo studio della letteratura tedesca e del teatro veneziano del Settecento, pubblicando saggi critici sulle riviste “Nuova Antologia”, “Rassegna Nazionale”, “Archivio Storico Italiano”, “Rivista d’Italia”, “Giornale Dantesco”. A partire dal 1900 tenne annualmente a Firenze pubbliche letture di Canti della Divina Commedia nella Sala di Dante in Orsanmichele. Nel 1913 dette alle stampe Ballate ed altre poesie tradotte dal tedesco (Le Monnier, Firenze), con illustrazioni appositamente eseguite dal figlio Alberto. Fu cavaliere della Corona d’Italia, socio corrispondente dell’Accademia Patavina di Scienze e Lettere e delle Accademie della Crusca, della Colombaria e dell’Arcadia.